# Звездите на 42-та
„Звездите на 42-та” је југословенски и македонски ТВ филм из 1987. године. Режирао га је Јане Петковски а сценарио је написао Томислав Османли. Сценариста је добитник Прве награде на конкурсу за сценарио ТВ Скопје/Македонске телевизије, а редитељ добитник награде за режију на југословенском ТВ фестивалу у Неуму 1987.  

## Улоге
| Глумац             | Улога         |
| ------------------ | ------------- |
| Јовица Михајловски | Шпанецот      |
| Софија Куновска    | Сара          |
| Илија Милчин       | Давчев        |
| Душан Костовски    | Богданов      |
| Стево Спасовски    | Јаков Ароести |
| Петар Мирчевски    | Василев       |
| Борис Чоревски     | Симеонов      |
| Бранко Гиорчев     | Огнен         |
| Игор Џамбазов      | Душко         |
| Катерина Коцевска  | Марија        |
| Славица Зафировска | Мајката       |
| Братислав Димитров | Манев         |
| Петре Прличко      | Дедото        |
| Ратка Чоревска     |               |
| Димитар Илиевски   |               |
| Ђорђи Јолевски     | Браник        |

Остале улоге  ▼
| Глумац                    | Улога    |
| ------------------------- | -------- |
| Јосиф Јосифовски          |          |
| Душко Јовановић           |          |
| Ана Костовска             |          |
| Стојна Костовска          |          |
| Драги Крстевски           |          |
| Методија Марковски        |          |
| Соња Михајлова            |          |
| Сашо Огненовски           | Активист |
| Љупчо Петрушевски         |          |
| Драган Спасов             |          |
| Благоја Спиркоски Џумерко |          |
| Слободан Степановски      |          |
| Ђорђи Тодоровски          |          |
| Љубиша Трајковски         |          |